# Odido
Odido Netherlands B.V. (voorheen T-Mobile Nederland) is een Nederlands telecombedrijf, dat  o.a. mobiele telefonie, vast internet en televisie levert, aan zowel consumenten, als de zakelijke markt. Op het gebied van mobiele telefonie is Odido de grootste aanbieder in Nederland. Naast het hoofdmerk Odido voert het bedrijf ook nog activiteiten uit onder de merknamen Simpel en Ben.

## Eigenaren
Het bedrijf ontstond in 2023, door de samenvoeging van de merken T-Mobile, Tele2 Mobiel en Tweak. T-Mobile Nederland was tot 31 maart 2022 eigendom van het Deutsche Telekom. Sinds maart 2022 zijn de investeringsfondsen APAX en Warburg Pincus gezamenlijk eigenaar van het voormalige T-Mobile Nederland en het huidige Odido Nederland. De merknaam T-Mobile werd nog een jaar van Deutsche Telekom gehuurd. Daarna besloot T-Mobile Nederland om de banden met het Duitse moederbedrijf volledig door te snijden en zijn merkenportfolio te versimpelen. Dit resulteerde in een nieuwe merknaam Odido. Op 5 september 2023 zijn de merken Tele2 Mobiel, T-Mobile Nederland en Tweak samengevoegd onder deze nieuwe naam. Naast het hoofdmerk Odido voert het bedrijf ook nog activiteiten uit onder de merknamen Simpel en Ben.
In november 2024 kwamen de eerste berichten dat de huidige eigenaren Odido naar de effectenbeurs willen brengen. Bloomberg meldde dat Odido mogelijk naar de beurs gaat in 2025. Odido heeft 119 winkels in Nederland, 2000 medewerkers en ongeveer acht miljoen klanten. In november 2024 zijn verschillende grootbanken benaderd om dit voor te bereiden. Apax Partners en Warburg Pincus kochten het bedrijf in 2022 voor 5,1 miljard euro.

## Activiteiten

### Mobiel

#### Geschiedenis
In september 2002 nam Deutsche Telekom de Nederlandse telecomaanbieder Ben over. Op 25 februari 2003 werd Ben omgedoopt tot T-Mobile Nederland.
In de zomer van 2007 werd de overname bekend gemaakt van Orange Nederland en in september 2007 volgde de goedkeuring door de Nederlandse Mededingingsautoriteit (NMA). De nieuwe combinatie ging bestaan uit 4,8 miljoen klanten en werd daarmee de tweede provider van Nederland, alleen Vodafone was nog groter in omzet en winst. Het merk Orange verdween in 2008 van de markt; de mobiele-telefonie-divisie werd geïntegreerd in T-Mobile.
In oktober 2015 maakte Deutsche Telekom verkoopplannen bekend voor T-Mobile in Nederland. Dit onderdeel behaalde in 2015 een omzet van 1,55 miljard euro en een EBITDA van 630 miljoen euro. Het aandeel van Nederland in de totale omzet van Deutsche Telekom was 2,5%. Medio december 2015 werd de verkoop uitgesteld omdat niemand bereid was de gewenste 3 miljard euro te betalen.
Begin september 2021 werd bekendgemaakt dat T-Mobile voor 5,1 miljard euro was verkocht aan de investeringsmaatschappijen Apax en Warburg Pincus. De bestaande merken T-Mobile, Tele2, Ben en Simpel zouden voorlopig blijven bestaan. De baas van het toenmalige T-Mobile en huidige Odido Nederland is Søren Abildgaard en hij blijft aan na de overname.
Op 5 september 2023 werd de nieuwe merknaam Odido gelanceerd (een palindroom), die verder geen betekenis zou hebben. De merken Tele2 Mobiel en T-Mobile Nederland werden beide ondergebracht bij dit nieuwe merk. Deze merknaam werd tevens de naam van het gehele bedrijf, waar ook Ben en Simpel onder vallen. De behoefte voor een nieuwe merknaam was ontstaan na de fusie met Tele2 Nederland in 2019 en de overname door de investeringsmaatschappijen in 2022. De merknamen T-Mobile en Tele2 werden namelijk geleased van de oude moederbedrijven, respectievelijk Deutsche Telekom en het Zweedse Tele2. De introductie van het nieuwe merk leek grondig voorbereid. Zo werden de bijna 120 T-Mobile winkels in één weekend omgebouwd tot Odido winkels.

#### Overname Tele2
Het marktaandeel van Tele2 Nederland bleef op 5% steken en vormde daarmee de aanleiding om te willen fuseren met T-Mobile Nederland – op dat moment de derde grootste partij in Nederland. Op 15 december 2017 kondigden de twee hun fusieplannen aan. De combinatie van de derde en vierde speler in de telecommarkt, kan een grotere vuist maken tegen de duopolie van KPN en VodafoneZiggo die in 2017 samen meer dan 80% van de Nederlandse mobiele telefoniemarkt in handen hadden. Door samen te werken kunnen Tele2 en T-Mobile kosten besparen en zo, met het oog op de 5e generatie netwerken, beter klaar zijn voor de toekomst. Het bod bedroeg ruim € 190 miljoen in aandelen en geld voor Tele2 NL. De Zweedse moeder van Tele2 kreeg 25% van de aandelen van het fusiebedrijf in handen en overige 75% bij Deutsche Telekom. Na toestemming van de mededingingsautoriteiten werd de fusie op 2 januari 2019 afgerond.

#### Overname Simpel
In oktober 2020 werd bekend dat Simpel zou worden overgenomen. T-Mobile was op dat moment de tweede grootste speler op de Nederlandse telecommarkt en Simpel stond op nummer vier, maar op ruime afstand. T-Mobile verwachtte na de overname beter te kunnen concurreren met KPN en VodafoneZiggo. Simpel had ongeveer een miljoen klanten en telde zo'n 20 medewerkers. In 2019 behaalde Simpel een omzet van ruim € 110 miljoen en een EBITDA € 23 miljoen. De verkopende aandeelhouders van Simpel waren private-equity-investeerder Parcom Capital en oprichter Jasper de Rooij. Op 17 november 2020 gaf toezichthouder Autoriteit Consument & Markt (ACM) de goedkeuring. Op 1 december 2020 werd de transactie afgerond en kreeg T-Mobile in totaal 6,7 miljoen klanten en was daarmee de grootste provider van Nederland.

#### Netwerkproblemen
In mei 2010 had T-Mobile capaciteitsproblemen op zijn netwerk door de toename aan smartphones. Het netwerk kon de groei in de vraag naar data niet meer aan. Op verschillende locaties in Nederland ontstond filevorming, waardoor het gebruik van tele- en datadiensten beperkt of niet mogelijk was. T-Mobile liet weten gedupeerde klanten te zullen compenseren. De consumentenbond was niet tevreden met deze compensatie. De Stichting meldpunt collectief onrecht begon een collectieve actie tegen T-Mobile om een hogere compensatie mogelijk te maken. Op 16 juni 2010 maakte T-Mobile bekend dat de meeste netwerkproblemen waren opgelost doordat de capaciteit flink was uitgebreid. Desondanks bleven T-Mobile-klanten klagen over problemen met de telecommunicatiediensten.

#### Prijzen
Na kritiek en netwerkproblemen werd er veel geïnvesteerd in het mobiele netwerk. In een jaarlijkse test, uitgevoerd door Umlaut (voorheen P3) werd in 2021 het netwerk voor de vijfde keer op rij uitgeroepen tot beste mobiele netwerk van Nederland, en datzelfde jaar ook tot wereldwijd beste mobiele netwerk.

### Internet en tv
Odido leverde in 2020 (destijds als T-Mobile Thuis) aan zo'n 700.000 klanten vaste internet- en televisie diensten. De tak is overgenomen van Vodafone na diens fusie met Ziggo. In augustus 2016 kondigden Ziggo en Vodafone namelijk aan dat zij een joint venture aan wilden gaan. Om te voorkomen dat het samenwerkingsverband van Ziggo en Vodafone te veel marktmacht zou krijgen, verplichtte de Europese Commissie Vodafone om zijn vaste diensten, Vodafone Thuis, af te stoten. T-Mobile Nederland verwierf de rechten van 'Thuis' in november 2016 en nam in december van dat jaar de diensten van Vodafone over. Vanaf dat moment bediende T-Mobile Thuis zo'n 150.000 vaste aansluitingen. Voor de internet- en televisiediensten maakt Odido voor het grootste deel gebruik van het KPN-netwerk.

#### Glasvezelnetwerken
In mei 2019 kondigde T-Mobile aan dat het voornemens was een eigen glasnetwerk in het stadsdeel Segbroek in Den Haag aan te leggen. De aanleg van het netwerk werd een samenwerking tussen T-Mobile Nederland, Primevest Capital Partners en VolkerWessels Telecom. Sinds voorjaar 2020 werden diensten aangeboden op dit netwerk. In 2021 heeft T-Mobile via deze samenwerking eigen glasvezelnetwerken aangelegd in Loosduinen, Rotterdam Kralingen en IJsselmonde.
Medio 2021 ging T-Mobile een samenwerking aan met Open Dutch Fiber (ODF). ODF kondigde aan te starten met het aanleggen van glasvezel in Zoetermeer, Ridderkerk, Prins Alexander en Haarlem. Op dit netwerk was T-Mobile de hoofdhuurder. Op 3 mei 2022 werd bekendgemaakt dat ODF zijn concurrent E-Fiber had overgenomen. Daarmee werd het ODF-netwerk in een klap met 100.000 adressen vergroot. Daarnaast heeft E-Fiber als doelstelling om de komende vijf jaar uit te breiden met 500.000 adressen. Verwacht werd dat T-Mobile, als hoofdhuurder op het ODF-netwerk, ook snel gebruik van het E-Fibernetwerk zou gaan maken. Dit werd op 7 oktober 2022 bevestigd met een persbericht. Het toetreden van T-Mobile tot het E-Fibernetwerk moet worden gezien in het licht van T-Mobile's strategie om de grootste glasvezelprovider van Nederland te worden.

#### Overname Cambrium
Op 7 oktober 2022 maakte T-Mobile Nederland bekend dat het de relatief kleine glasvezelprovider Cambrium, beter bekend onder de merknaam Tweak, had overgenomen. T-Mobile vergrootte daarmee zijn klantenbestand in één keer met 18.000 klanten. Tweak richtte zich als merk op de wat meer 'autonome' internetafnemer, de 'tweaker'. Zo hadden zij abonnementen waarbij de klant zijn eigen apparatuur kon kiezen en installeren, en was het mogelijk om het abonnement per jaar te betalen. De overname paste in de strategie van T-Mobile om de grootse aanbieder van vast internet in Nederland te worden. In oktober 2023 maakte het nieuwe Odido bekend dat het merk Tweak zou gaan verdwijnen.